# Colotomia
La colotomia és un concepte descriptiu dels patrons rítmics i mètrics de la música de gamelan. Fa rèferencia tant a l'ús d'instruments específics que marquen intèrvals de temps aniuats com al procés de dividir la mètrica rítmica en aquests mateixos cicles aniuats. En el cas del gamelan, aquesta funció sovint correspon als instruments de la família dels gongs. Aquesta inclou exemplars de diverses mides, com el kempyang, ketuk, kempul, kenong, gong suwukan i gong ageng. Els instruments que toquen parts ràpides (kempyang i ketuk) mantenen un pols regular. El grup format pels gongs més grans toquen en cadència més lenta i regular, coincidint amb algun pols dels primers. El gong més gran, el gong ageng, representa el cicle temporal més gran i indica que la secció corresponent es repeteix o que la peça es mou a una nova secció
Els detalls dels patrons rítmics depenen de la estructura colotòmica (en javanès, bentuk), també coneguda com a estructura gending. Hi ha diferents estreuctures, que varien enormement en longitud i complexitat. tanmateix totes tenen unes característriques colotòmiques en comú.
Al gamelan, els instruments que articulen aquesta estructura de vegades se'ls anomena com a instruments colotòmics (o també, instruments interpuntuadors o instruments estructurals). Els noms javanesos per aquests instruments són onomatopeics, de forma que la sonoritat de la paraula emprada (gong, kempul, kenong i ketuk) manté una relació de semblança amb la sonoritat de l'instrument. En el xifrat de la notació kepatihan, les parts colotòmiques s'escriuen com marques diacrítiques als números emprats per mostrar la melodia principal (balungan).

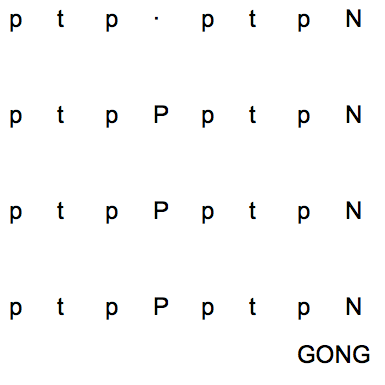
Forma ladrang segons la participació dels instruments colotòmics. p = kempyang, t = ketuk, ⋅ = pause, N = kenong, P = kempul, GONG = gong ageng.

## Història i ús
El terme anglès "colotomy" va ser encunyat, possiblement en neerlandès en un principi, del grec "colon" (unitat de rítme) i "-tomyl" o "-tomic" (allò que divideix), per l'etnomusicòleg Jaap Kunst.
Tot i que el terme "colotòmic" prové de l'àmbit de la teoria musical indonèsia, es pot aplicar perfectament a altres tradicions musicals. Concretament, s'ha fet servir per a descriure el gagaku japonès i el piphat tailandès.

## Exemple d'estructura colotòmica
El lancaran és un cicle constituït per 16 pulsacions (keteg) en l'ordre següent:
TWTN TPTN TPTN TPTG
Cada lletra fa referència a un gong diferent:
T = ketuk
P = kempul
N = kenong
G = gong i kenong a la vegada
W = "wela" (pausa, indica que el kenong no toca)
El gong, per tant, toca una vegada, el kenong divideix aquest cicle en quatre parts, el kempul divideix cadascun d'aquests en dos, i el ketuk els divideix tots per la meitat. Excepte el kenong, que toca sobre el gong, els instruments toquen separats (els gatra tenen la pulsació forta, el seleh, al final, no al començament com s'esdevé a la música occidental.). Els instruments més importants estructuralment parlant coincideixen amb les pulsacions accentuades.
Les estructures colotòmiques també s'efectuen a escales més grans a la majoria de peces per a gamelan. Per exemple, un lancaran típic té quatre gongs, al final dels quals es toca el gong més greu (gong ageng). Els agrupaments de quatre són els més comuns a tots els nivells de l'estructura, tot i que hi ha moltes excepcions als nivells més globals.
L'estructura colotòmica d'una peça ve determinada per la duració del cicle i per com s'intercalen els instruments que omplen el cicle. També hi ha formes musicals que s'associen a patrons estructurals específics a escala més gran que el cicle colotòmic, així com tempos i irama de referència.